# Glissement de terrain
Pour les articles homonymes, voir Glissement (homonymie).
Ne doit pas être confondu avec Écroulement, Lave torrentielle, Coulée de boue ou Éboulis.

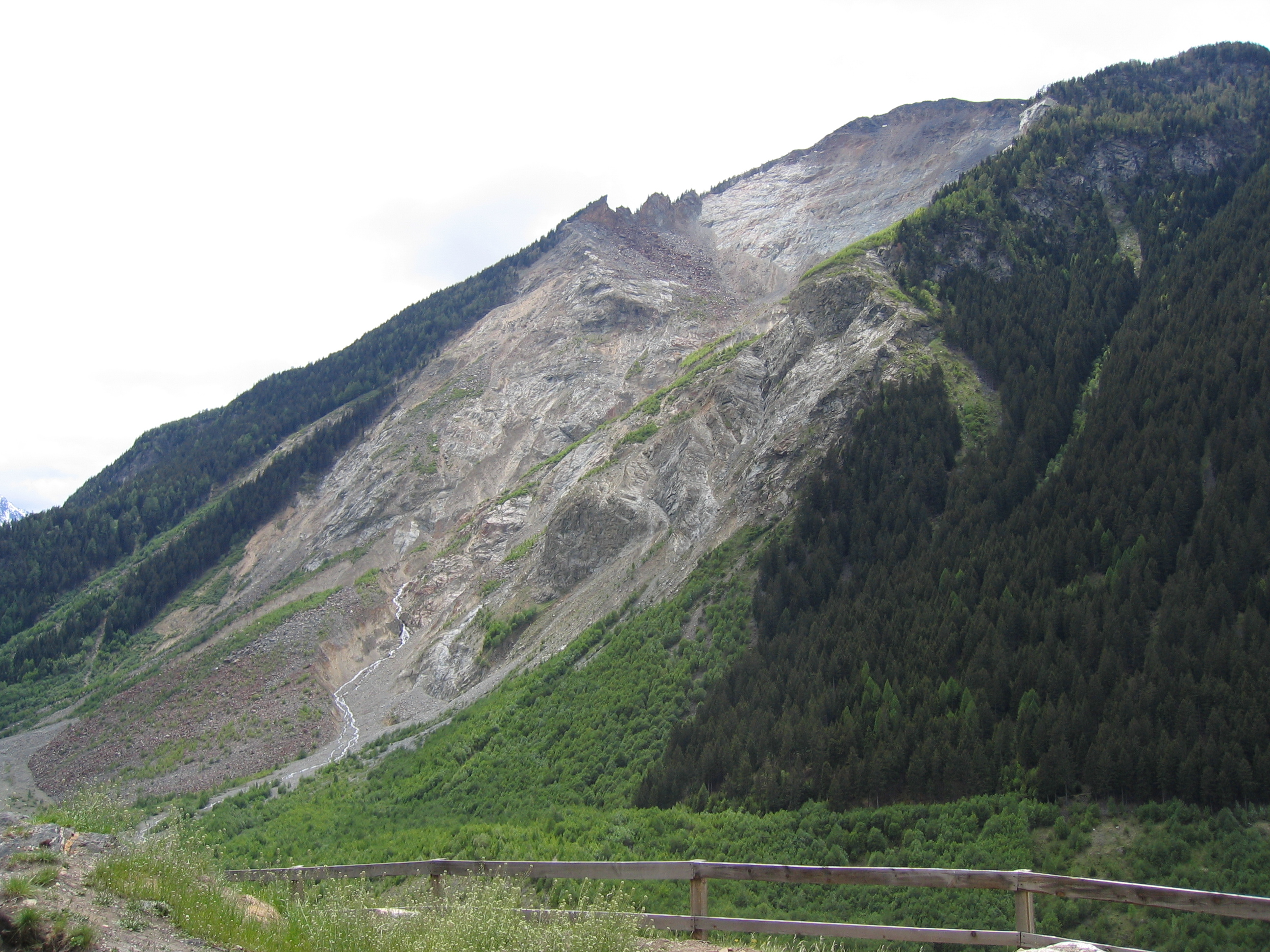
Restes du glissement de terrain ayant détruit le village de Sant'Antonio Morignone, commune de Valdisotto (Italie).

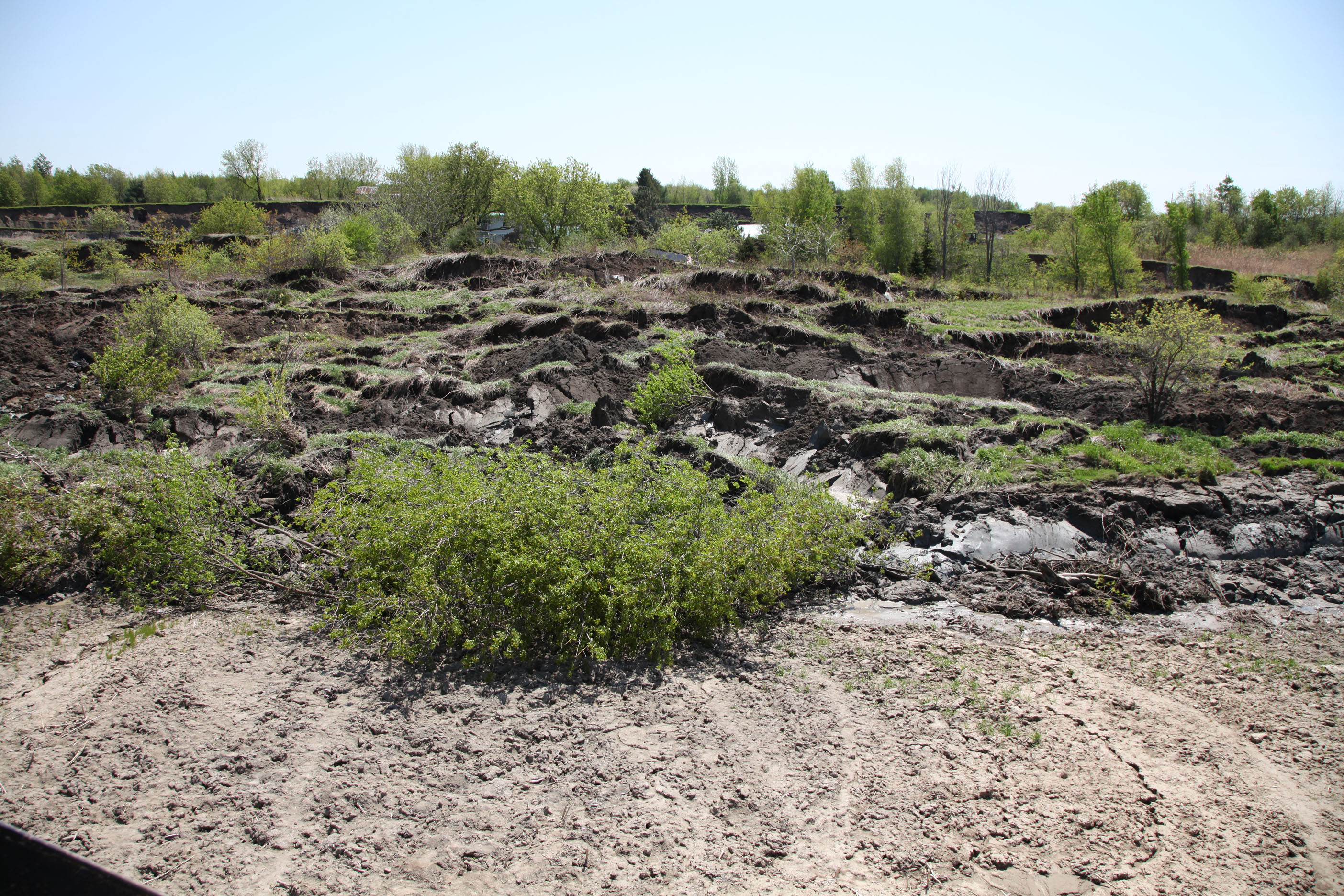
Glissement de terrain ayant emporté une route et une résidence à Saint-Jude (Montérégie, Québec).

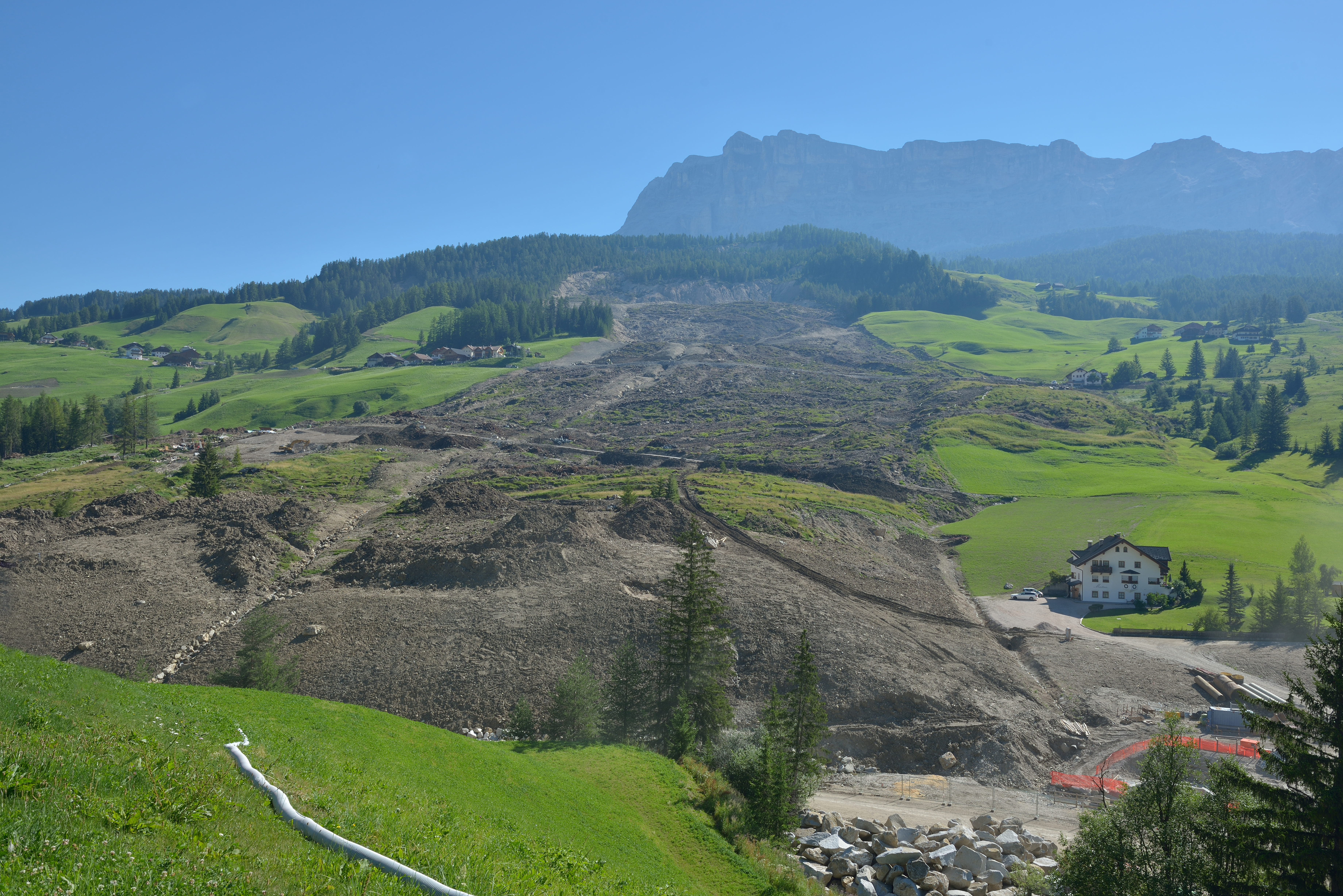
Glissement de terrain à Smueia de Badia (Sud-Tyrol, Italie), 8 mois après l'évènement.

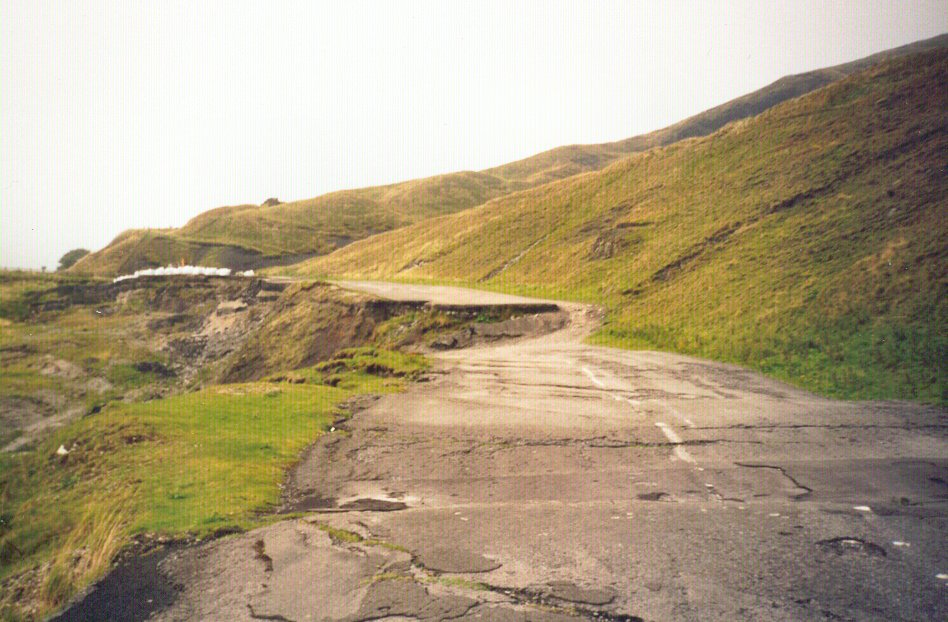
Glissement de terrain ayant emporté des pans de route (d), près de Castleton (Royaume-Uni).

Un glissement de terrain est un phénomène d'origine sismique, géologique ou géophysique où une masse de terre descend sur une pente, autrement dit un plan de glissement, qui peut être plus ou moins continu, et plus ou moins incurvé. Les conséquences d'un glissement peuvent être considérables, incluant des pertes en vies humaines, la destruction des infrastructures, des dommages causés aux terres et la perte de ressources naturelles.
Les signes précurseurs d'un glissement de terrain sont souvent des fissures ou des renflements dans une pente, un écoulement inhabituel d'eau sur une pente, un changement soudain dans le débit des cours d'eau ou encore l'éboulement de petites roches.
Après la mise en mouvement, la masse conserve globalement sa consistance et sa physionomie. Elle est donc toujours reconnaissable ; ceci différencie le glissement de terrain des coulées de boue ou de sable, qui n'ont pas de forme propre. Dans certains cas, des millions, voire dizaines de millions de m3 peuvent être concernés et brutalement détruire des villages entiers (comme au Népal en 2015 où un glissement de terrain a enseveli plusieurs villages dont celui de Langtang (en) et environ 400 personnes. Il est estimé que l'énergie libérée était l'équivalent de celle de la bombe atomique d'Hiroshima).
Le glissement de terrain est un type de mouvement gravitaire. Par analogie avec certains auteurs anglophones (landslide en anglais), les médias francophones utilisent parfois improprement le terme « glissement de terrain » pour désigner des phénomènes différents (solifluxion par exemple).
Les glissements de terrain affectent souvent des formations marneuses ou argileuses, qui se caractérisent par des loupes de glissement superficielles (appelées aussi loupes d'arrachement : demi-sphères biconvexes avec des structures d'arrachement et de rupture en tête et de grosses déformations de la surface en pied et en front de glissement).

## Causes (directes ou indirectes) et facteurs favorisant
- Diminution des résistances du sol et sous-sol : le cas le plus fréquent est la diminution de l'angle de frottement interne des argiles sous l'effet de l'eau[2]. Dans quelques rares cas, cette dernière est vaporisée (du fait des énergies libérées par les très grandes masses en jeu), son effet est alors multiplié (avéré à l'éboulement du mont Granier de 1248). Des paramètres hydrologiques sont très souvent en cause dans les glissements de terrain[3],[4].
- Augmentation des charges en amont, comme la construction d'un ouvrage.
- Diminution des appuis en pied de pente, comme un terrassement mal pensé et trop raide, ou à une échelle différente le retrait d'un glacier.
- Plus rarement, un facteur déclenchant anthropique peut intervenir, comme une vibration de machine, une explosion, un séisme induit, la déforestation de pente, etc.
- Séisme en cours.
- Séquelles d'un séisme passé ; des séquelles « structurelles » peuvent rendre le sol et sous-sol plus vulnérables à un glissement de terrain. Ce dernier peut être induit par un nouveau séisme ou simplement par de fortes pluies (en ayant réorganisé les écoulements d'eaux souterraines), même plusieurs décennies après le séisme en cause. Des études récentes ont montré qu'un mouvement de sol peut être dans ces conditions jusqu'à 30 fois plus important que dans les régions voisines épargnées par le séisme précédent[5].
- Augmentation de la chaleur : le sol d'une pente desséchée peut s'effriter, ce qui peut provoquer un « glissement sec », ou ensuite induit par de fortes pluies.
- Hydroclimatologie et hydrogéologie de la zone. En raison du réchauffement global, les glaciers de montagne fondent anormalement vite, en libérant d'importantes masses d'eau, alors que dans le même temps des pergélisols ou des glaces qui maintenaient la cohérence de certaines pentes ou roches se délitent, provoquant des avalanches de roches (de plus en plus fréquentes en Alaska, dans les Alpes et l’Himalaya[5]).

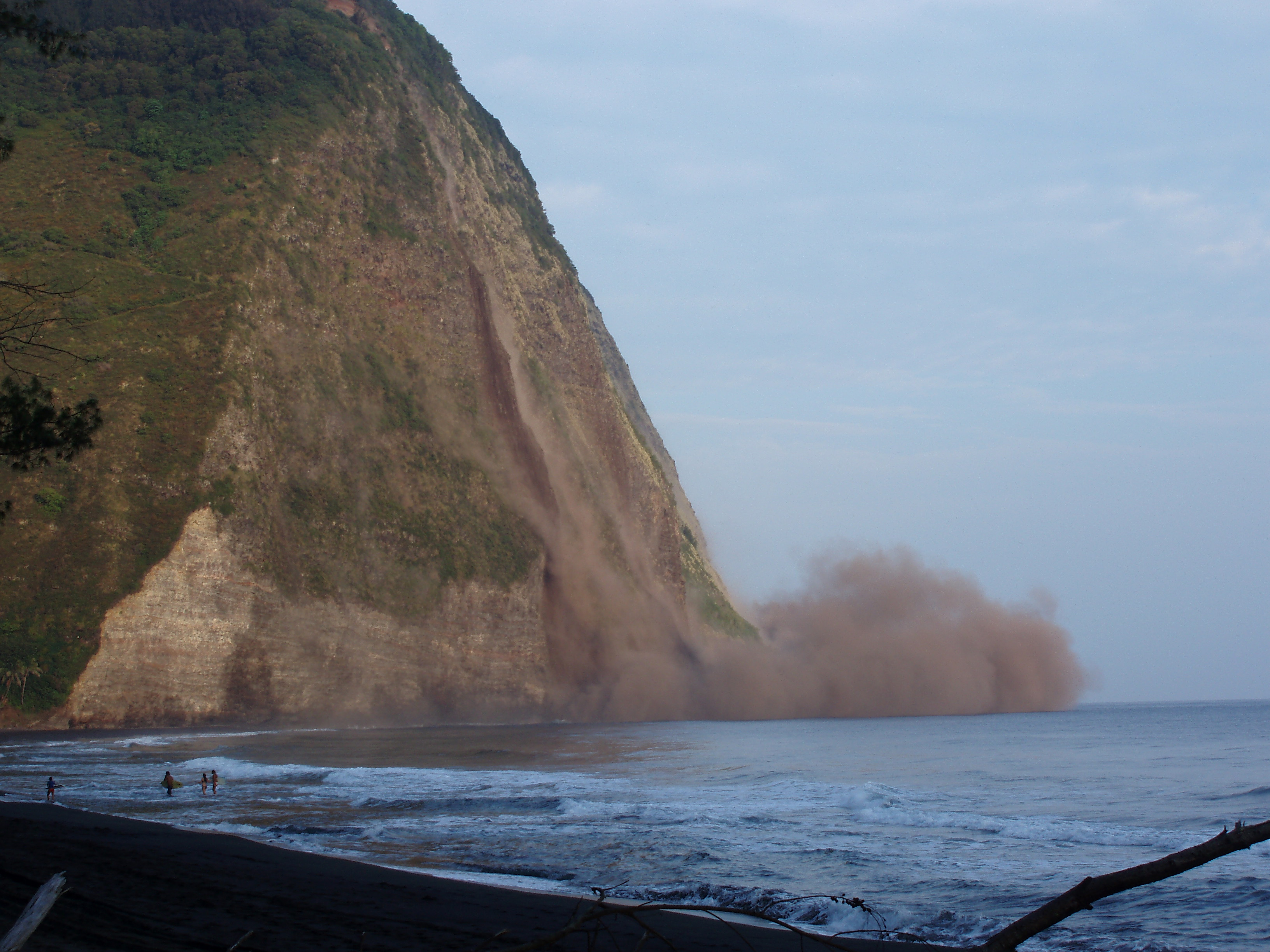
Glissement de terrain au niveau de la vallée de Waipiʻo sur les falaises littorales du Hāmākua Pali, lors du séisme de 2006 à Hawaï.
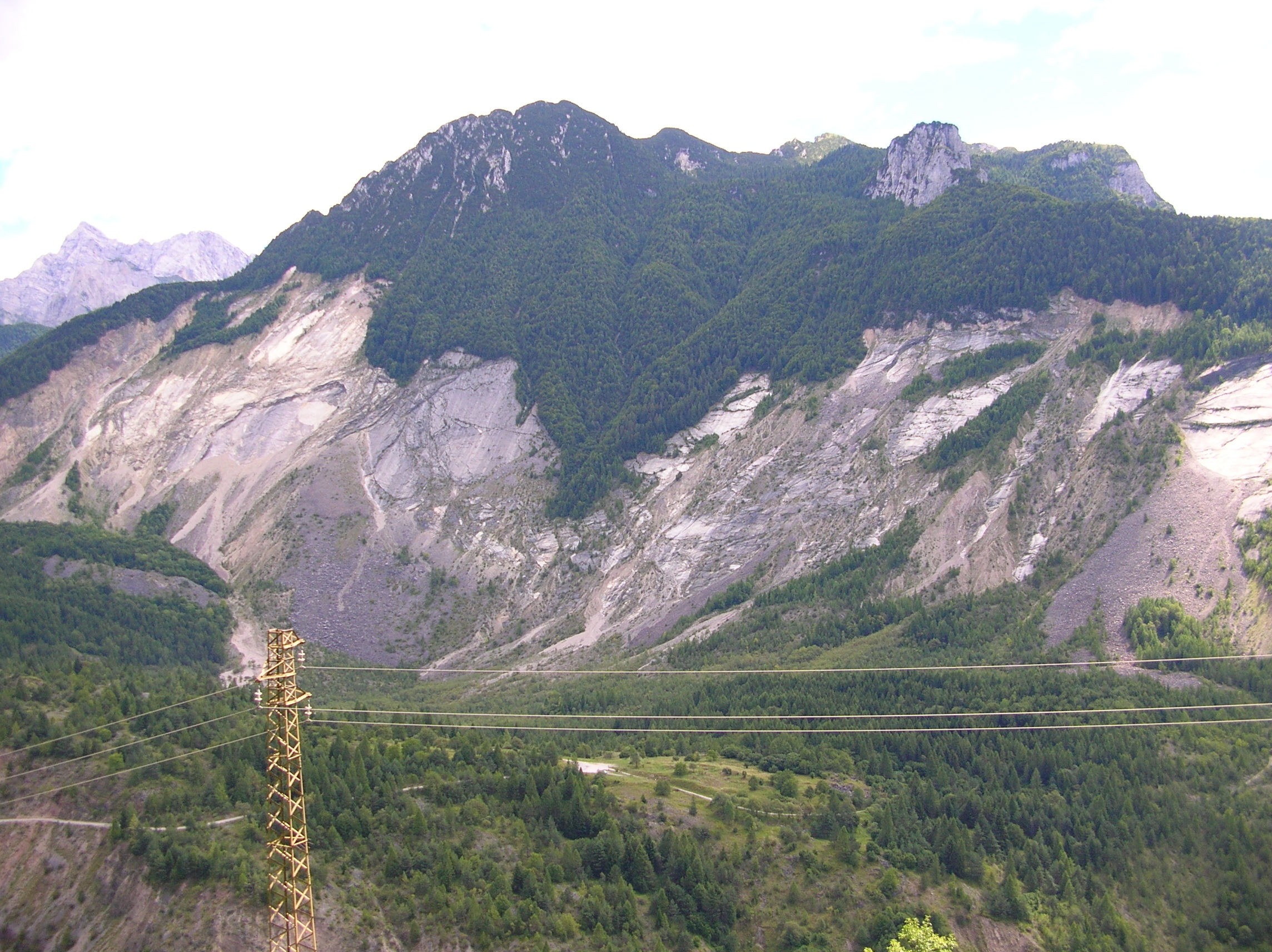
Le glissement de terrain dans la vallée du Vajont ayant détruit plusieurs villages. Erto e Casso (Italie).
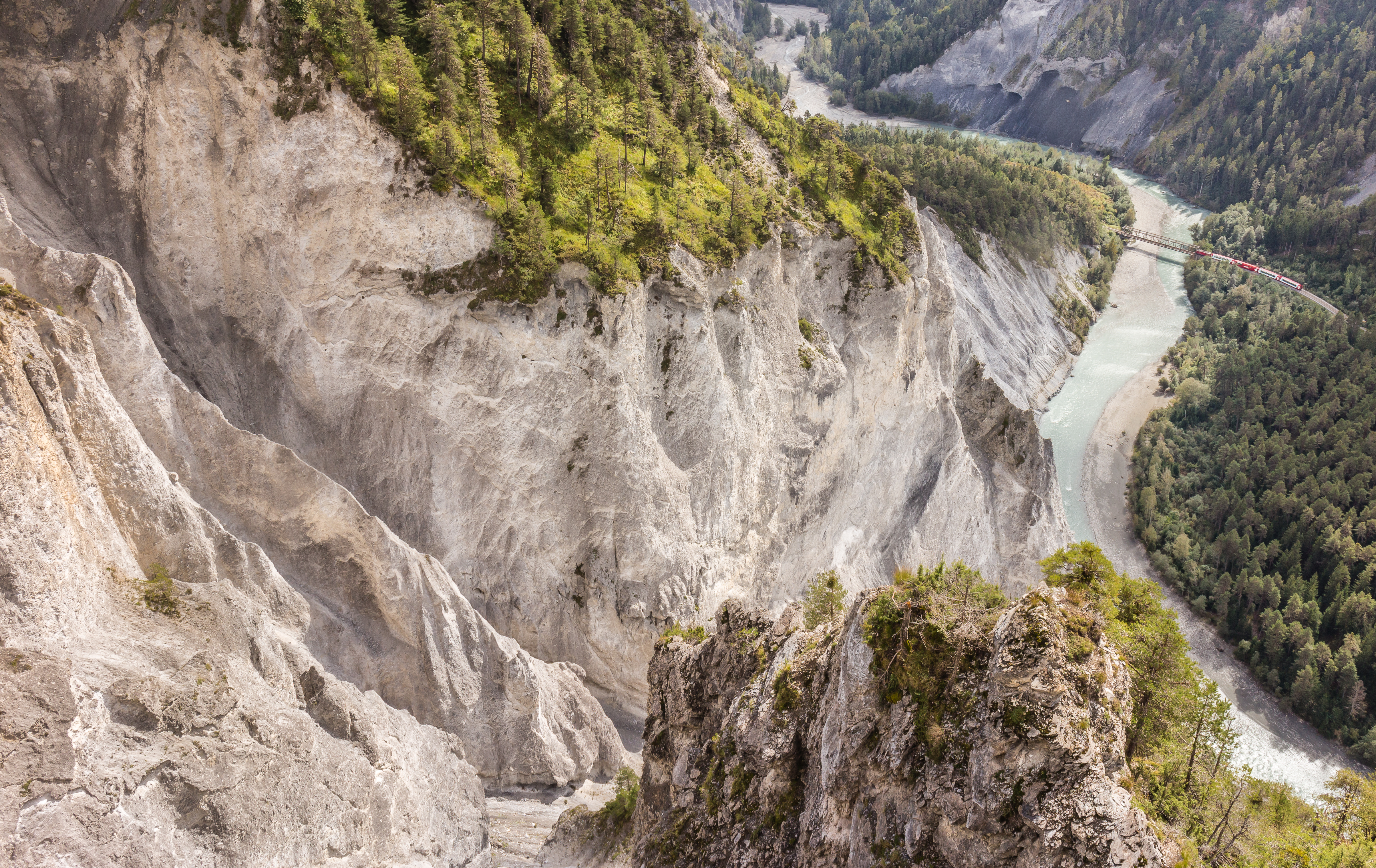
Flimser Bergsturz (de), en Suisse, le plus grand glissement de terrain connu au monde[réf. nécessaire] aux effets encore visibles, vu depuis une plateforme à touristes. Septembre 2022.

## Autres phénomènes géologiques de nature proche
- Les Sturzstrom sont des glissements de terrain ayant des effets similaires à une coulée de boue (même en milieu aride)[6].
- Les glissements sous-marins (avalanches sous-marines) qui peuvent se propager sur de longues distances, dans des canyons, et qui endommagent parfois des installations (ex. : plateformes pétrolières, câbles) et peuvent provoquer des tsunamis.
- Les paléoglissements sont des glissements de terrain de couches meubles plus anciennes.

Le glissement de terrain ne doit pas être confondu avec :
- les écroulements en masse de roches cohérentes, qui sont appelés éboulements rocheux ;
- les effondrement locaux et affaissements, dont le mouvement global n'est pas conforme à la pente, et qui sont causés par des cavités souterraines (terrain karstique parsemé de nombreuses dolines par exemple) ;
- les phénomènes de retrait/gonflement de certaines argiles sous l'effet des variations d'humidité, où le mouvement n'est pas non plus conforme à la pente, et est réversible et non gravitaire ;
- les phénomènes volcaniques, où les mouvements concernent de la lave liquide et non des sols ;
- les avalanches, qui concernent la neige et non les sols, bien que le terme avalanche de roche existe également.

Les phénomènes d'érosion sous l'effet des eaux météoriques (ravinement) sont parfois difficiles à différencier des glissements superficiels évoluant en coulées de boue ; le critère de différenciation porte sur l'existence d'un mouvement du sol significatif avant la phase de liquéfaction en coulée boueuse.

## Procédures expérimentales
Plusieurs matériels et méthodes sont utilisés sur le site de Valabre afin de caractériser au mieux ce processus d'effondrement. Des essais mécaniques ont été réalisés sur les gneiss du socle.

### Essais uniaxiaux
Cet essai a permis d'avoir des connaissances sur l’anisotropie des gneiss. Il consiste à transporter un bloc de gneiss au laboratoire afin d’y prélever six carottes de 80 mm de hauteur et de 40 mm de diamètre. Cinq de ces échantillons ont été soumis à une compression uniaxiale sous presse. Ils sont chargés mécaniquement par une presse asservie de type MTS system, piloté par un système Testar IIm, avec une rigidité de 102 N/m qui peut servir à la réalisation des essais de compression. Elle est équipée d'un vérin vertical de force maximale 1,1 MN et de course 100 mm et d'un vérin horizontal de force maximale 225 kN et de course de 50 mm.

### Étude pétrographique au microscope optique polarisant
Le microscope optique polarisant est un outil d’observation de lame mince permettant de déterminer les caractéristiques pétrographiques microscopiques : taille des grains, forme, texture, etc.
Le gneiss est une roche métamorphique, constitués par des lits clairs quartzofeldspathiques (feldspaths alcalins et plagioclases) et des lits sombres représentés par de la biotite.
La foliation est toujours présente et correspond au plan d’aplatissement d’anisotropie de la roche due généralement à une déformation ductile et qui s’est produite en même temps que le métamorphisme.
La foliation est essentiellement marquée par des cristaux de biotite associée souvent à la muscovite.
Les micas présentent un aspect tabulaire, s’alignant dans le plan de foliation et soulignant des bandes de cisaillement.
La biotite, micas le plus abondant présente parfois une rétromorphose en chlorite plus ou moins intense.

## Conséquences et études
Outre les dégâts humains et matériels qui surviennent parfois, ces évènements peuvent modifier (parfois significativement) le paysage, créer des lacs ou petites retenues d'eau, plus ou moins durables ou instables, affecter des infrastructures et modifier le fonctionnement de la circulation locale de l'eau et des sédiments, ce qui affecte aussi les écosystèmes. Ils laissent notamment des traces dendochronologiques, qui permettent de rétrospectivement les étudier,,, ce qui intéresse aussi des disciplines scientifiques telles que la paléosismique, la datation des glissements de terrain et la dendrogéomorphologie.
L'imagerie satellitaire, aérienne et par drones (utilisés au Népal par exemple) et l'amélioration des technologies GPS ont permis d'utiliser la photogrammétrie numérique pour mieux comprendre les conséquences et la nature de certains types de glissements de terrain, dont en France au Sauze dans les Alpes-de-Haute-Provence.

## Prévention contre le risque de glissement de terrain
La prévention contre le risque de glissement de terrain consiste à réaliser des travaux permettant de stabiliser les sols susceptibles de présenter des signes d’instabilité. Pour cela, trois catégories de travaux de stabilisation sont possibles,.

### Terrassements
Les techniques de terrassement permettent de stabiliser les terrains en extrayant ou déplaçant une certaine masse de roche pour garantir un état d’équilibre.
- L’allègement en tête de glissement : ce procédé consiste à alléger la tête du glissement afin de diminuer la masse des terrains et réduire les forces exercées. Les pentes raides des talus peuvent aussi être atténuées pour diminuer les risques de glissement, ce procédé n'est réalisable que si le talus possède une dimension réduite.
- La purge totale : cette solution n'est applicable que sur un glissement de terrain de taille réduite et après que le glissement ait eu lieu. cela consiste à dégager le matériel glissé.
- La substitution partielle : cette méthode substitue la purge totale si elle ne peut être réalisée. Elle consiste à réaliser des bêches, des contreforts et des masques.
- Le chargement en pied : ce précédé consiste à édifier un ouvrage de butée pour mieux soutenir la charge des terrains et retenir les déplacements. Celui-ci est souvent associé à du drainage.

### Les dispositifs de drainage
Depuis les recherches de Collin, l’eau est considérée comme le facteur prépondérant de l’instabilité et donc des glissements des terrains. Ce dispositif permet de réduire l’action de l’eau (drainage, dissolution…) ainsi que de la canaliser pour l’évacuer hors des terrains instables.
- Drainage de surface : Ce procédé a pour but de canaliser les ruissellements de surface pour minimiser les infiltrations d’eau qui causeront l’instabilité des terrains.
- Tranchées drainantes : Ce sont des ouvrages qui permettent de rabattre le niveau des nappes phréatiques diminuant ainsi les pressions interstitielles au niveau de la surface de rupture.
- Drainage profond[25] : Ce procédé a pour but d’évacuer les eaux à l’intérieur du massif et dans la masse instable.

### Introduction d’éléments résistants

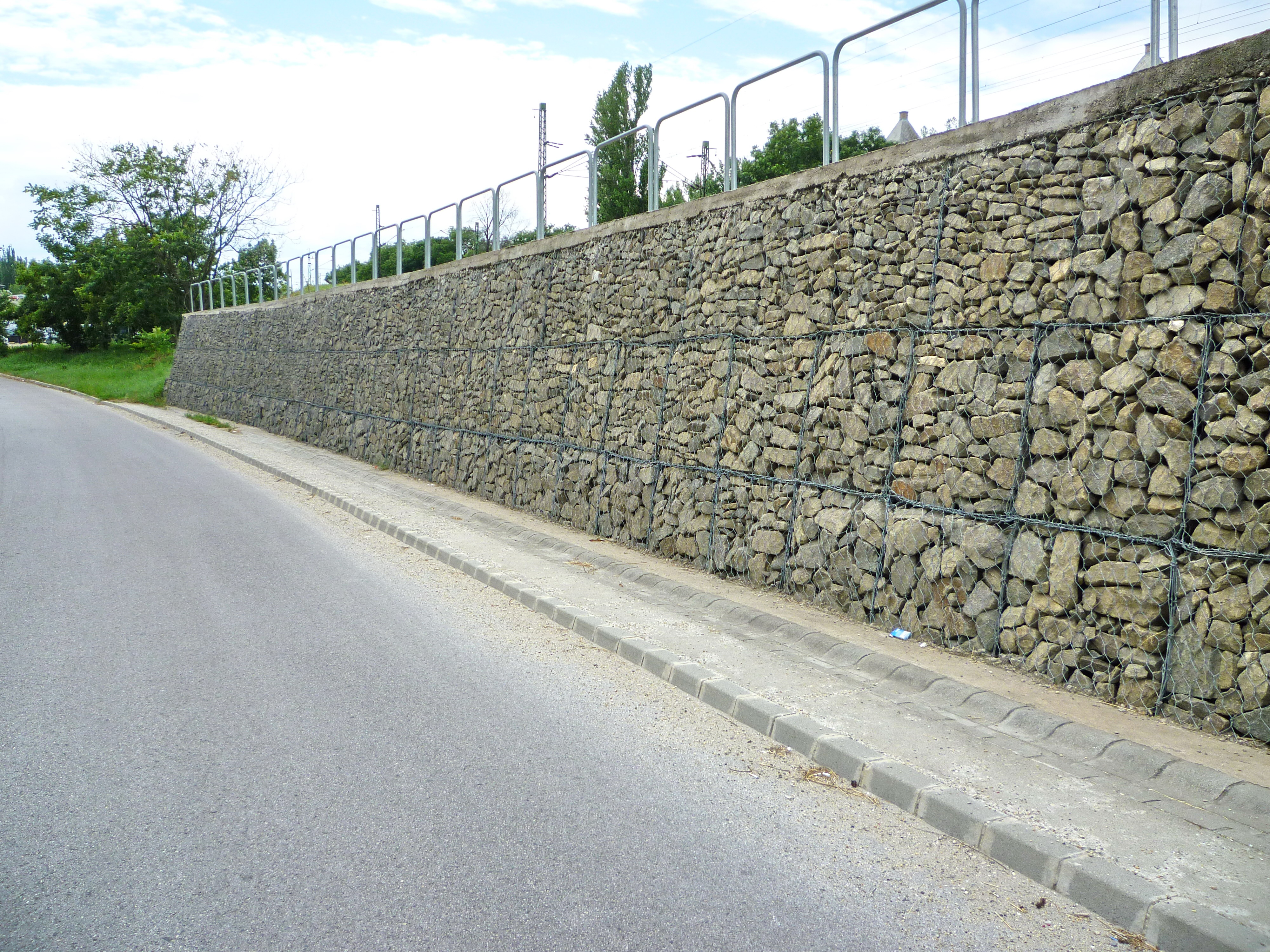
Gabions disposés le long d'une route à Kelenföld, Budapest (Hongrie).

Celle-ci a pour but de réduire ou arrêter les déformations des terrains, elles ont donc une influence sur les conséquences des glissements de terrain.
- Enrochement : cette méthode permet de contrer l’avancée des matériaux en installant des blocs de roches au pied du terrain instable.
- Gabions : muraille de pierres entourée de grillage métallique pour stopper l’évolution du terrain vers la route.
- Ouvrage rigide : il s’agit d’un mur qui sera composé de deux parties :

1. Partie inférieure rigide en béton installée sur le pied du glissement avec ancrage ;
2. Partie supérieure souple composée de pierres emboîtées.

- Nappe géosynthétique : il s’agit d’une nappe géosynthétique installée sur le terrain instable fixée par des ancrages et associée à du béton projeté. Cela a pour but de bloquer le mouvement du sol. Un mur de soutènement est souvent installé le long de la route pour bloquer la progression du terrain sur la route.
- Systèmes d’ancrages : on en distingue deux types :

1. Un ancrage passif : il est constitué par des armatures (barres d’acier) scellées dans la roche. Ce procédé permet de fixer un volume de roche instable sur un faciès stable se trouvant en profondeur ;
2. Un ancrage actif : constitué de barres en acier scellées au fond de trous au-delà de la zone instable et mises en tension.

- Nappe de géotextile biodégradable et écran en rondins de bois entrecroisés ; elle est composée de deux parties :

1. Une partie supérieure composée de géotextile biodégradable favorisant la revégétalisation ;
2. Une partie inférieure composée de rondins de bois entrecroisés avec un remplissage de petits blocs.

### Autre méthodes
- Boisement : la plantation d'arbres sur un terrain sensiblement instable peut diminuer voir stopper son glissement[26].